# 골드 (2016년 영화)
《골드》(Gold)는 2016에 제작된 미국의 모험 범죄 영화이다. 스티븐 개건이 감독과 각본을 맡았으며, 스티븐과 함께 패트릭 마세트와 존 진맨이 각본을 맡았다. 1993년 인도네시아의 거대한 금광을 둘러싸고 일어난 Bre-X 금광사기 사건실화를 기반으로 제작되었다.

## 출연
- 매슈 매코너헤이 - 케니 웰스
- 에드가르 라미레스 - 마이클 아코스타
- 브라이스 댈러스 하워드 - 케이
- 조슈아 하토 - 로이트 스탠턴
- 티머시 사이먼스 - 제프 잭슨
- 마이클 랜디스 - 글렌 빙커트
- 코리 스톨 - 브라이언 울프
- 토비 케벨 - 폴 제닝스
- 브루스 그린우드 - 마크 행콕
- 스테이시 키치 - 클라이브 콜먼
- 빌 캠프 - 홀리스 드레셔
- 레이철 테일러 - 레이철 힐
- 메이컨 블레어 - 코니 라이트
- 바베시 파텔 - 보비 오언스
- 패트릭 더건 - 월도프어스토리아 도먼
- 크레이그 T. 넬슨 - 케이 웰스 시니어